# Siège de Givet
Septième Coalition
Batailles
Batailles des Cents-Jours
Campagne du duc d'Angoulême
- Ajaccio
- Bonifacio
- Montélimar
- Loriol

Campagne de Belgique
- Ligny
- Quatre-Bras
- Waterloo
- Wavre

Campagne de France de 1815
- Maubeuge
- Huningue
- La Souffel
- Vélizy
- Rocquencourt
- Sèvres
- Issy

Guerre napolitaine
- Panaro
- Ferrare
- Occhiobello
- Carpi
- Casaglia
- Ronco
- Cesenatico
- Pesaro
- Scapezzano
- Tolentino
- Ancône
- Castel di Sangro
- San Germano
- Gaète

Guerre de Vendée et Chouannerie de 1815
- Les Échaubrognes
- L'Aiguillon
- Aizenay
- Sainte-Anne-d'Auray
- Cossé
- Saint-Gilles-sur-Vie
- Redon
- Les Mathes
- Muzillac
- Rocheservière
- Thouars
- Auray
- Châteauneuf-du-Faou
- Guérande
- Fort-la-Latte

Le siège de Givet se déroule du 22 juin 1815 au 17 décembre 1815 entre les troupes françaises assiégées du général Bourke et les assiégeants prussiens du prince Auguste de Prusse.

## Contexte
Depuis Charles Quint, Givet et la citadelle de Charlermont est une place forte importante sur la Meuse. En 1815, Napoléon revenant au pouvoir et menacé sur la frontière nord de la France par les troupes britanniques, prussiennes et hollando-belges fera préparer la défense des forteresses de la frontière. Dans les Ardennes, cette opération est menée par le Maréchal de camp baron de Leocour.
La place forte de Givet est mise sous la responsabilité du général Bourke ayant fait ses preuves par le passé notamment à Walcheren, en Espagne et en Allemagne.
Le 18 juin 1815, Napoléon est vaincu à Waterloo et les restes de la Grande-Armée reculent en désordre vers la France tandis les troupes du Maréchal Grouchy restées à Wavre entament leur repli en bon ordre vers la France, le 19 juin 1815 en passant par Namur et Dinant. Grouchy arrive le 21 juin à Givet qu'il quittera le 22 en laissant 1800 blessés.

## Le siège
Dès le 26 juin, des éclaireurs prussiens apparaissent aux alentours de la ville, le 29 juin des émissaires du Prince Auguste de Prusse demandent la reddition de la ville. Bourke refuse et selon les ordres du nouveau pouvoir royal propose un armistice sans livrer la ville. 
Les prussiens sous le commandement du général Moritz von Prittwitz se mettent à assiéger les villes de la région qui se rendront assez rapidement.
Le 7 juillet, des émissaires de Blücher proposent à Bourke une nouvelle capitulation avec une évacuation des troupes derrière la Loire qui essuie un nouveau refus de Bourke. Le 14 juillet, nouvelle proposition de reddition à la suite de la capitulation de Maubeuge avec la même offre de nouveau rejetée.
Le 18 juillet Bourke apprend la restauration de Louis XVIII et fait rallier la ville et ses troupes au roi en prenant la cocarde blanche et hissant le drapeau à fleur de Lys. Le roi étant l'allié des Prussiens, Bourke propose alors la fin des hostilités que le prince Auguste refuse exigeant une nouvelle fois la capitulation de Givet.
Le 23 juillet les assiégés opèrent une sortie de 200 hommes afin d’abattre des maisons gênant le tir de la citadelle. 40 morts chez les Prussiens et 1 mort et 10 blessés chez les Français.
Le 31 juillet, le prince Auguste demande une nouvelle fois la capitulation de Givet mais Bourke refuse n'ayant pas reçu d'ordre du roi dans ce sens. Août sera plus calme car à l'annonce d'une possible paix prochaine signée entre Louis XVIII et les alliés, français et prussiens ne souhaitent pas engager d'actions inutiles.
La tension remonte en septembre, le prince Auguste menaçant des députés ardennais de faire lourdement bombarder Givet. Le 3 septembre le combat pour le poste douanier des Faudes vitale pour l'artillerie prussienne laisse le poste entre les mains des Prussiens au prix de 150 morts prussiens pour 1 Français morts et 16 blessés. Dès lors les Prussiens s'y retranchent et sont en mesure de pilonner Givet sans que la place ne puisse répondre.
Prenant acte de cette menace, Bourke décide d'évacuer la ville pour se retrancher dans la citadelle de Charlemont.
Les Prussiens entrent alors dans la ville mais n'oseront pas attaquer la citadelle pourtant majoritairement composés de gardes-nationaux peu motivés.
Le 21 septembre le Prince Auguste propose à Bourke une sorte de suspension d'armes ou chacun restera sur ses positions ce qui est accepté par le général français.

## La reddition
Bourke n'acceptera de capituler que le 16 décembre devant des envoyés du Arthur Wellesley, duc de Wellington, à la suite d'un ordre venu de Paris le 27 novembre.